# 27e regering van Israël
De 27e regering (ook bekend als het kabinet–Netanyahu I) was de uitvoerende macht van de Staat Israël van 18 juni 1996 tot 6 juli 1999. Premier Benjamin Netanyahu (Likoed) stond aan het hoofd van een coalitie van Likoed, Gesher, Tzomet, Shas, de Nationaal-Religieuze Partij, Israël Voorwaarts, het Verenigd Thora-Jodendom en De Derde Weg. Netanyahu was met 46-jaar de jongste premier, en de eerste die geboren is na de oprichting van de Israëlische Staat. Met een leeftijd van 46-jaar was Netanyahu de jongste premier van Israël.

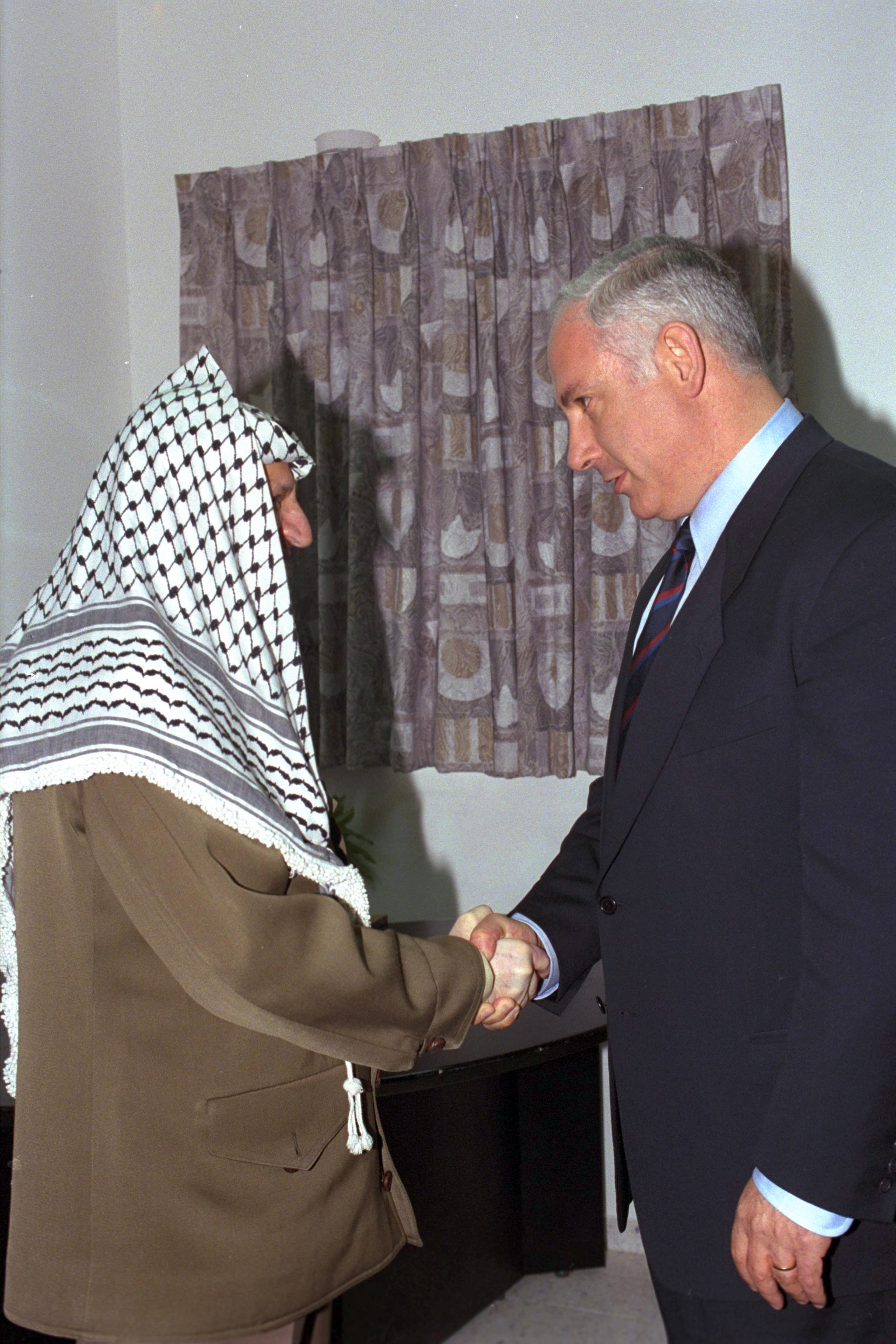
President van de Palestijnse Autoriteit Yasser Arafat en premier Benjamin Netanyahu tijdens een bijeenkomst in de Gazastrook op 4 september 1996.

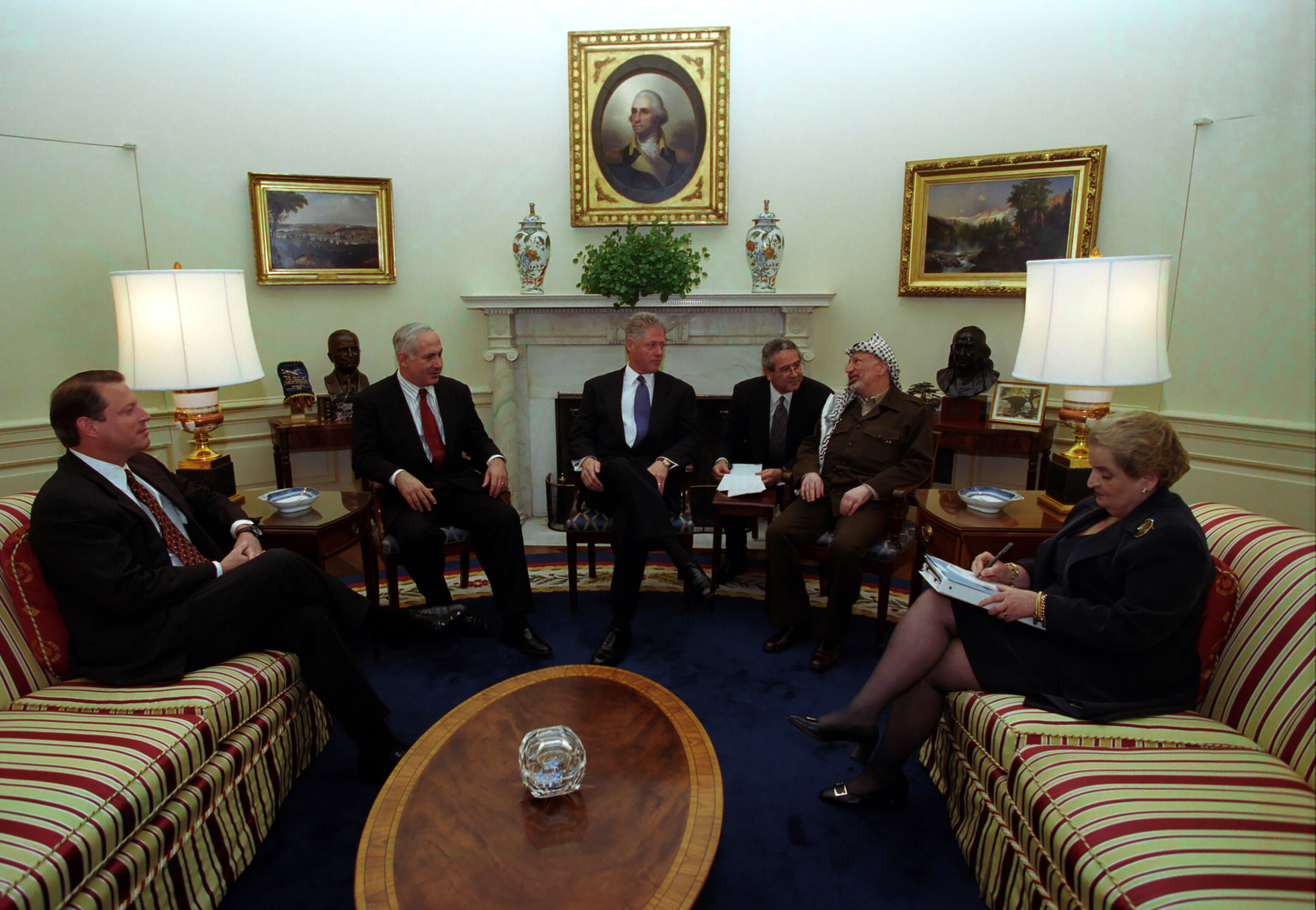
Vicepresident van de Verenigde Staten Al Gore, premier Benjamin Netanyahu, president van de Verenigde Staten Bill Clinton, president van de Palestijnse Autoriteit Yasser Arafat en de Amerikaanse minister van Buitenlandse Zaken Madeleine Albright in de Oval Office tijdens een bezoek aan het Witte Huis op 15 oktober 1998.

## Ambtsbekleders
| Ambtsbekleder                            | Ambtsbekleder       | Ambtsbekleder                                  | Functie                                           | Ambtstermijn      | Ambtstermijn      | Partij                       |
| ---------------------------------------- | ------------------- | ---------------------------------------------- | ------------------------------------------------- | ----------------- | ----------------- | ---------------------------- |
|                                          | Benjamin Netanyahu  | Benjamin Netanyahu בִּנְיָמִין נְתַנְיָהוּ (1949)        | Premier                                           | 18 juni 1996      | 6 juli 1999       | Likoed                       |
| Minister van Huisvesting en Constructie  | Benjamin Netanyahu  | Benjamin Netanyahu בִּנְיָמִין נְתַנְיָהוּ (1949)        |                                                   | 18 juni 1996      | 6 juli 1999       | Likoed                       |
|                                          | David Levy          | David Levy דוד לוי (1937)                      | Vicepremier                                       | 18 juni 1996      | 6 januari 1998    | Gesher                       |
| Minister van Buitenlandse Zaken          | David Levy          | David Levy דוד לוי (1937)                      |                                                   | 18 juni 1996      | 6 januari 1998    | Gesher                       |
|                                          | Rafael Eitan        | Rav Aluf Rafael Eitan רפאל איתן (1929–2004)    | Vicepremier                                       | 18 juni 1996      | 6 juli 1999       | Tzomet                       |
| Minister van Landbouw                    | Rafael Eitan        | Rav Aluf Rafael Eitan רפאל איתן (1929–2004)    |                                                   | 18 juni 1996      | 6 juli 1999       | Tzomet                       |
| Minister van Milieu                      | Rafael Eitan        | Rav Aluf Rafael Eitan רפאל איתן (1929–2004)    |                                                   | 18 juni 1996      | 6 juli 1999       | Tzomet                       |
|                                          |                     | Zevulun Hammer זבולון המר (1936–1998)          | Vicepremier                                       | 18 juni 1996      | 20 januari 1998   | Nationaal- Religieuze Partij |
| Minister van Onderwijs, Cultuur en Sport |                     | Zevulun Hammer זבולון המר (1936–1998)          |                                                   | 18 juni 1996      | 20 januari 1998   | Nationaal- Religieuze Partij |
|                                          | Moshe Katsav        | Moshe Katsav משה קצב (1945)                    | Vicepremier                                       | 18 juni 1996      | 6 juli 1999       | Likoed                       |
| Minister van Toerisme                    | Moshe Katsav        | Moshe Katsav משה קצב (1945)                    |                                                   | 18 juni 1996      | 6 juli 1999       | Likoed                       |
| Minister voor Minderheidszaken           | Moshe Katsav        | Moshe Katsav משה קצב (1945)                    |                                                   | 18 juni 1996      | 6 juli 1999       | Likoed                       |
|                                          | Itzhak Mordechai    | Aluf Itzhak Mordechai יצחק מרדכי (1944)        | Minister van Defensie                             | 18 juni 1996      | 25 januari 1999   | Likoed                       |
|                                          | Moshe Arens         | Moshe Arens משה ארנס (1925–2019)               | Minister van Defensie                             | 25 januari 1999   | 6 juli 1999       | Likoed                       |
|                                          | Benjamin Netanyahu  | Benjamin Netanyahu בִּנְיָמִין נְתַנְיָהוּ (1949)        | Minister van Buitenlandse Zaken                   | 6 januari 1998    | 13 oktober 1998   | Likoed                       |
|                                          | Ariel Sharon        | Aluf Ariel Sharon אֲרִיאֵל שָׁרוֹן (1928–2014)       | Minister van Buitenlandse Zaken                   | 13 oktober 1998   | 6 juli 1999       | Likoed                       |
|                                          |                     | Eli Suissa אליהו אלי (1956)                    | Minister van Binnenlandse Zaken                   | 18 juni 1996      | 6 juli 1999       | Shas                         |
|                                          | Dan Meridor         | Dan Meridor דן מרידור (1947)                   | Minister van Financiën                            | 18 juni 1996      | 20 juni 1997      | Likoed                       |
|                                          | Benjamin Netanyahu  | Benjamin Netanyahu בִּנְיָמִין נְתַנְיָהוּ (1949)        | Minister van Financiën                            | 20 juni 1997      | 9 juli 1997       | Likoed                       |
|                                          | Yaakov Neeman       | Yaakov Neeman יעקב נאמן (1939–2017)            | Minister van Financiën                            | 9 juli 1997       | 18 december 1998  | Likoed                       |
|                                          | Benjamin Netanyahu  | Benjamin Netanyahu בִּנְיָמִין נְתַנְיָהוּ (1949)        | Minister van Financiën                            | 18 december 1998  | 23 februari 1999  | Likoed                       |
|                                          | Meir Sheetrit       | Meir Sheetrit מאיר שטרית (1948)                | Minister van Financiën                            | 23 februari 1999  | 6 juli 1999       | Likoed                       |
|                                          | Yaakov Neeman       | Yaakov Neeman יעקב נאמן (1939–2017)            | Minister van Justitie                             | 18 juni 1996      | 10 augustus 1996  | Likoed                       |
|                                          | Benjamin Netanyahu  | Benjamin Netanyahu בִּנְיָמִין נְתַנְיָהוּ (1949)        | Minister van Justitie                             | 10 augustus 1996  | 4 september 1996  | Likoed                       |
|                                          | Tzachi Hanegbi      | Tzachi Hanegbi צחי הנגבי (1957)                | Minister van Justitie                             | 4 september 1996  | 6 juli 1999       | Likoed                       |
|                                          | Natan Sharansky     | Natan Sharansky נתן שרנסקי (1948)              | Minister van Economie                             | 18 juni 1996      | 6 juli 1999       | Israël Voorwaarts            |
|                                          | Tzachi Hanegbi      | Tzachi Hanegbi צחי הנגבי (1957)                | Minister van Volksgezondheid                      | 18 juni 1996      | 12 november 1996  | Likoed                       |
|                                          | Joshua Matza        | Joshua Matza יהושע מצא (1931)                  | Minister van Volksgezondheid                      | 12 november 1996  | 6 juli 1999       | Likoed                       |
|                                          | Eli Yishai          | Eli Yishai אליהו אלי (1962)                    | Minister van Arbeid en Sociale Zaken              | 18 juni 1996      | 11 juli 2000      | Shas                         |
|                                          | Itzhak Levy         | Itzhak Levy יִצְחָק רַבִּין (1947)                   | Minister van Onderwijs, Cultuur en Sport          | 25 februari 1998  | 6 juli 1999       | Nationaal- Religieuze Partij |
|                                          | Itzhak Levy         | Itzhak Levy יִצְחָק רַבִּין (1947)                   | Minister van Vervoer                              | 18 juni 1996      | 25 februari 1998  | Nationaal- Religieuze Partij |
|                                          |                     | Shaul Yahalom שאול יהלום (1947)                | Minister van Vervoer                              | 25 februari 1998  | 6 juli 1999       | Nationaal- Religieuze Partij |
|                                          | Itzhak Levy         | Itzhak Levy יִצְחָק רַבִּין (1947)                   | Minister van Infrastructuur en Energie            | 18 juni 1996      | 8 juli 1996       | Nationaal- Religieuze Partij |
|                                          | Ariel Sharon        | Aluf Ariel Sharon אֲרִיאֵל שָׁרוֹן (1928–2014)       | Minister van Infrastructuur en Energie            | 8 juli 1996       | 6 juli 1999       | Likoed                       |
|                                          | Avigdor Kahalani    | Tat Aluf Avigdor Kahalani אביגדור קהלני (1944) | Minister van Openbare Veiligheid                  | 18 juni 1996      | 6 juli 1999       | De Derde Weg                 |
|                                          | Yuli-Yoel Edelstein | Yuli-Yoel Edelstein יולי-יואל אדלשטיין (1958)  | Minister van Immigratie                           | 18 juni 1996      | 6 juli 1999       | Israël Voorwaarts            |
|                                          | Benny Begin         | Benny Begin בני בֵּגִין (1943)                    | Minister van Wetenschap en Technologie            | 18 juni 1996      | 17 januari 1997   | Likoed                       |
|                                          | Benjamin Netanyahu  | Benjamin Netanyahu בִּנְיָמִין נְתַנְיָהוּ (1949)        | Minister van Wetenschap en Technologie            | 17 januari 1997   | 10 juli 1997      | Likoed                       |
|                                          | Michael Eitan       | Michael Eitan מיכאל איתן (1944)                | Minister van Wetenschap en Technologie            | 10 juli 1997      | 14 juli 1998      | Likoed                       |
|                                          | Silvan Shalom       | Silvan Shalom ציון סילבן (1958)                | Minister van Wetenschap en Technologie            | 14 juli 1998      | 6 juli 1999       | Likoed                       |
|                                          | Benjamin Netanyahu  | Benjamin Netanyahu בִּנְיָמִין נְתַנְיָהוּ (1949)        | Minister van Religieuze Zaken                     | 18 juni 1996      | 6 augustus 1996   | Likoed                       |
|                                          |                     | Eli Suissa אליהו אלי (1956)                    | Minister van Religieuze Zaken                     | 6 augustus 1996   | 13 augustus 1997  | Shas                         |
|                                          | Benjamin Netanyahu  | Benjamin Netanyahu בִּנְיָמִין נְתַנְיָהוּ (1949)        | Minister van Religieuze Zaken                     | 13 augustus 1997  | 23 augustus 1997  | Likoed                       |
|                                          | Pinchas Sapir       | Zevulun Hammer זבולון המר (1936–1998)          | Minister van Religieuze Zaken                     | 23 augustus 1997  | 20 januari 1998   | Nationaal- Religieuze Partij |
|                                          | Benjamin Netanyahu  | Benjamin Netanyahu בִּנְיָמִין נְתַנְיָהוּ (1949)        | Minister van Religieuze Zaken                     | 20 januari 1998   | 25 februari 1998  | Likoed                       |
|                                          | Itzhak Levy         | Itzhak Levy יִצְחָק רַבִּין (1947)                   | Minister van Religieuze Zaken                     | 25 februari 1998  | 14 september 1998 | Nationaal- Religieuze Partij |
|                                          |                     | Eli Suissa אליהו אלי (1956)                    | Minister van Religieuze Zaken                     | 14 september 1998 | 6 juli 1999       | Shas                         |
|                                          | Limor Livnat        | Limor Livnat לִימוֹר לִבְנָת (1950)                 | Minister van Communicatie                         | 18 juni 1996      | 6 juli 1999       | Likoed                       |
|                                          |                     | Shaul Amor שאול עמור (1940–2004)               | Minister zonder portefeuille (Binnenlandse Zaken) | 20 januari 1999   | 6 juli 1999       | Likoed                       |